# Györke Laura
Györke Laura (2001. –) magyar gyerekszinkronhang, gyermek 1, 2, majd serdülő korcsoportos ritmikus gimnasztika versenyző.

## Életpályája
Előbb az Eötvös József Általános Iskolába járt, majd a Szilágyi Erzsébet Gimnáziumba. Alsó iskolás korától részt vett iskolai prózamondó, népdaléneklési és kerületi versmondó versenyen.  2010-ben, kilencévesen már szinkronizált a Máris hiányzol! című amerikai romantikus filmdrámában (a főszereplő fiatalkori önmagának adta hangját), 2014-ben pedig a Tini nindzsa teknőcök film egyik további magyar hangjaként hallható.

### Sportpályafutása
Már 2008-ban a Szigetszentmiklósi TK Ritmikus Gimnasztika és Show-tánc Szakosztályának versenyzőjeként eredményesen szerepelt, 2011-ben pedig gyermek 2/B kategóriában egyéni összetett csapatverseny országos bajnoki címet szerzett, illetve a Diákolimpia iskolák közötti versenysorozat területi és összetett versenyén (gyermek B.1 kategóriában) első helyezést ért el. Serdülő korcsoportosként már a Hegyvidék SE Ritmikus Gimnasztika Szakosztályának versenyzője.

## Szinkronszerepei

### Filmek
| Cím             | Szereplő        | Színész         |
| --------------- | --------------- | --------------- |
| Demóna          | Demóna (gyerek) | Isobelle Molloy |
| Máris hiányzol! | Jane (gyerek)   | Emily Alyn Lind |

### Sorozatok
| Cím                      | Szereplő                | Színész            |
| ------------------------ | ----------------------- | ------------------ |
| Nálatok, laknak állatok? | Greta Hansen            | Enya Elstner       |
| Soy Luna[forrás?]        | Luna Valente            | Karol Sevilla      |
| Hank Zipzer              | Emily Zipzer            | Madeleine Holliday |
| Veszélyes Henry          | Charlotte               | Riele Downs        |
| Anna és a droidok        | Anne                    | Addison Holley     |
| I Love Violetta          | Sonia Fiqurska          | Sonia Fiqurska     |
| Korra legendája          | Kicsi Korra             |                    |
| Crash és Bernstein       | Cleo Anstasia Bernstein | Landry Bender      |
| Miles a jövőből          | Loretta                 | Fiona Bishop       |
| 100 dolog a gimi előtt   | Mindy Minus             | Brady Reiter       |
| Bia                      | Bia Urquiza             | Isabela Souza      |
| Noob csapat              | Ruth Oliviera           | Maria Jose Vargas  |
| Az Oroszlán őrség        | Víziló 1                |                    |
| Kikiwaka tábor           | Tiffany                 | Nina Lu            |
| Szófia hercegnő          | Szófia                  | Ariel Winter       |
| Violetta                 | Ambar                   | Agustina Cabo      |